# SuperEnalotto

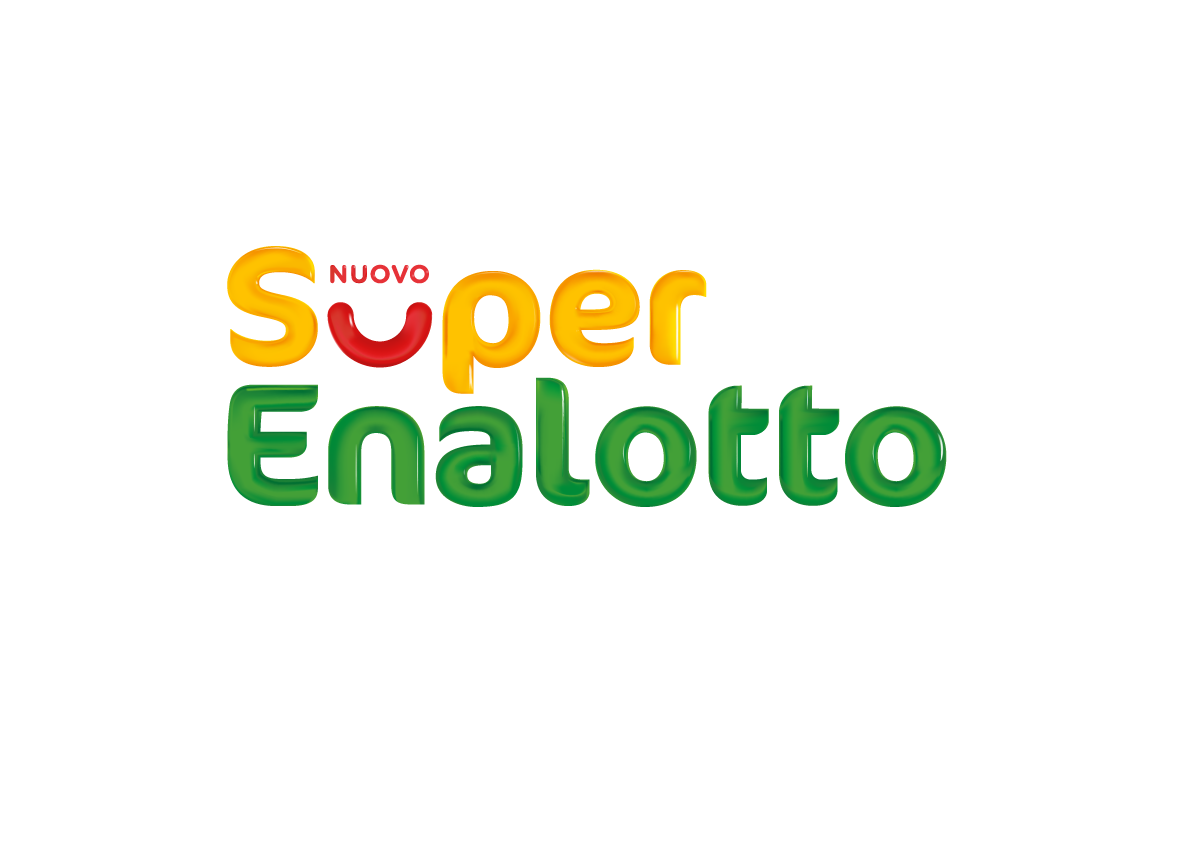
Le logo SuperEnalotto comporte le nom de la loterie suivi d'un trèfle à quatre feuilles, un symbole considéré comme porteur de bonne fortune.

SuperEnalotto est une loterie jouée en Italie depuis le 3 décembre 1997. Les tirages ont lieu les mardis, les jeudis, les vendredis (tirage dedié au fonds d'urgence national italien) et les samedis à 20h00. Les jackpots gagnés sont parmi les plus importants au monde et les chances de gagner l'une des plus basses au monde.

## Histoire
«Enalotto» est une loterie italienne bien connue qui existe depuis les années 1950. En 1997, SISAL a modifié la loterie «Enalotto» pour créer SuperEnalotto.
Jusqu'au 30 juin 2009, les six numéros gagnants principaux étaient tirés du premier numéro tiré au tirage au sort régional de Lottomatica pour les villes de Bari, Florence, Milan, Naples, Palerme et Rome (utilisé dans cet ordre). Le tirage de Venise a été utilisé comme un numéro "Jolly". Si le premier numéro d'une ville avait été utilisé auparavant, alors le deuxième tirage de la ville a été utilisé - et ainsi de suite. Dans ce système, il y avait une faible probabilité que les numéros de deux villes soient les mêmes - auquel cas il y aurait eu des numéros en double et il aurait été impossible de gagner le jackpot.

## Jouer au jeu
Les billets coûtent un euro pour un essai. Avant février 2016, on recevait deux pièces pour un euro.
Le but du jeu est de faire correspondre 6 numéros sur 90. Si un joueur correspond à tous, il remporte le jackpot. Outre le jackpot, SuperEnalotto propose cinq catégories de prix que les joueurs peuvent gagner.
Le numéro "Jolly" donne une chance supplémentaire à ceux qui ont fait correspondre 5 numéros. S'ils correspondent également au nombre "Jolly", ils gagneront un prix "5 + 1" plus élevé. Le numéro Jolly n'affecte que le deuxième prix et non le jackpot.
Il faut faire correspondre au moins 2 numéros pour gagner. Les chances de gagner pour chaque catégorie sont les suivantes :
| Rencontre      | Chances          |
| -------------- | ---------------- |
| 6              | 1 en 622,614,630 |
| 5+Numéro Jolly | 1 en 103,769,105 |
| 5              | 1 en 1,250,230   |
| 4              | 1 en 11,907      |
| 3              | 1 en 327         |
| 2              | 1 en 21.51       |

Le numéro "SuperStar" est un numéro supplémentaire qui coûte plus cher à jouer. Selon les anciennes règles, il était tiré du tirage du Loto National à Rome (Ruota Nazionale), selon les nouvelles règles, il est tiré dans un tirage séparé indépendamment des 6 numéros principaux et du numéro "Jolly". Cela signifie que le numéro SuperStar peut être identique à un autre numéro gagnant. Le faire correspondre peut augmenter le prix en argent jusqu'à 100 fois ou payer un montant fixe même si le joueur ne correspond à aucun des six numéros principaux.
Pour une loterie nationale offrant des prix en millions, SuperEnalotto est le jeu le plus difficile au monde en termes de décrocher le jackpot à en juger par les cotes mentionnées ci-dessus. Le prize pool se compose actuellement de 60% des ventes; au lieu de 34,648% dans le format précédent.
Les jackpots SuperEnalotto croissent très haut car il n'y a pas de plafond sur eux et pas de baisse des jackpots. La loterie est également attrayante pour les joueurs car les gains sont taxés à seulement 12% sur l'excédent de plus de 500 euros, avec une retenue d'impôt au moment du paiement et les gagnants du jackpot ont la possibilité d'un paiement forfaitaire ou d'une rente.
Au début, le coût minimum (pour deux essais) était de 1600 lires italiennes, passant à 1900 lires au moment de l'introduction de l'euro en 2002. Le prix actuel, un euro, équivaut à 1936,27 lires (6,56 francs).

## Répartition des gains et taxes
La part provenant des enjeux joués, qui est distribuée parmi les gagnants, représente 60%. Pour une comparaison avec certaines grandes loteries dans le monde, une étude réalisée en 2003 a observé une distribution des prix comprise entre 31,6% et 60%.
Des enjeux, environ 28,27% sont retenus par le Trésor, à l'exception des enjeux effectués en Sicile, pour lesquels seulement 12,25% sont retenus par l'État. 8% sont retenus par le point de vente, 3,73% vont au concessionnaire (actuellement Sisal) et 60% constituent le jackpot. Depuis le 1er janvier 2012, les gains supérieurs à 500 € sont soumis à une taxe de 6%, retenue directement par l'organisme qui verse le prix,. Depuis le 1er octobre 2017, la retenue fiscale passe à 8% pour les gains jusqu'à 500 € et à 12% pour la part excédant 500 €.
Depuis le 1er mars 2020, la retenue fiscale passe à 20% pour la part excédant 500 €.
L'année 2009 représente le record de recettes dans l'histoire du Superenalotto : 3,3 milliards d'€ ont été collectés.

## Le plus gros gain
Après plus de 8 mois de reports, le plus gros jackpot unique à ce jour vaut 177,7 millions d'euros (248 millions de dollars). Ce prix a été remporté par un collectif de 70 joueurs le 30 octobre 2010.
147,8 millions d'euros (205 millions de dollars) étaient le deuxième plus gros jackpot à un seul billet remporté le 22 août 2009 à Bagnone (Toscane). Un seul gagnant donc c'est le plus gros gagnant.
Après plus d'un an de reports, le jackpot du 13 août 2019 a atteint 209 160 441 millions d'euros (un record en euros mais pas en dollars (233,8 millions de dollars) grâce à l'évolution des taux de change). Le billet gagnant a été vendu dans un bar de Lodi.